# Saint-Urbain (Finistère)
Saint-Urbain (bret. Lannurvan) – miejscowość i gmina we Francji, w regionie Bretania, w departamencie Finistère.
Według danych na rok 1990 gminę zamieszkiwało 1120 osób, a gęstość zaludnienia wynosiła 74 osoby/km² (wśród 1269 gmin Bretanii Saint-Urbain plasuje się na 534. miejscu pod względem liczby ludności, natomiast pod względem powierzchni na miejscu 659.).